# Comté de Blackford
Le comté de Blackford (anglais : Blackford County) est un comté de l'État de l'Indiana, aux États-Unis. Il comptait 14 048 habitants en 2000. Son siège est Hartford City.